# Apiocera basivillosa
Apiocera basivillosa är en tvåvingeart som beskrevs av Paramonov 1953. Apiocera basivillosa ingår i släktet Apiocera och familjen Apioceridae. Inga underarter finns listade i Catalogue of Life.